# Maryse Bastié
Marie-Louise Bombec (27 de febrero de 1898-6 de julio de 1952) fue una aviadora francesa, nacida en Limoges. Sus hazañas se dieron a conocer rápidamente y pronto se convirtió en la primera aviadora francesa en atravesar el Atlántico obteniendo un gran número de reconocimientos. Murió el 6 de julio de 1952 en Bron.
Actualmente numerosas escuelas, calles y avenidas llevan su nombre.

## Historia
Nacida en Limoges, Haute-Vienne; Marie-Louise Bombec, proveniente de una familia de clase obrera queda huérfana de padre a los once años. Tras una adolescencia complicada y falta de dinero, empezó a trabajar en una fábrica de zapatos como grapadora de cuero.
Después de un divorcio, contrajo matrimonio con el piloto de la I Guerra Mundial Louis Bastié, originario de Fiac, un pequeño pueblo cerca de Toulouse. Esta unión acaba rápidamente, pues Louis murió en un accidente de avión en 1926. Sin embargo, la curiosidad por el vuelo de Maryse Bastié y la fascinación por el nuevo fenómeno del vuelo con motor la llevó a convertirse en piloto y a poseer su propio aeroplano.
Tras obtener su licencia para volar, Bastié viuda y madre de un hijo, comienza a hacer acrobacias aéreas para ganar dinero y así mantenerse volando. En 1927, finalmente compra su propio avión, un Caudron C. 109.
En la década de 1930, Maryse Bastié estableció varios récords femeninos internacionales de aviación, incluyendo la duración del vuelo, distancia, y un tiempo récord por su vuelo en solitario a través del Atlántico Sur. Sus actuaciones le valieron el Trofeo Harmon en 1931. En 1935 fundó su propia escuela de vuelo en Orly Aeropuerto.
Maryse Bastié sirvió en el Armée de l'air, llegando al rango de capitán al registrar más de 3000 horas de tiempo de vuelo. El gobierno de Francia la nombró Comandante de la Legión de Honor. En 1937, publicó su historia bajo el título Ailes ouvertes: carnet d'une aviatrice.
El 6 de julio de 1952, después de una conferencia en Lyon, Maryse Bastié murió cuando su avión se estrelló durante el despegue. Está enterrada en París en el Cimetière du Montparnasse. Arthur Sanfourche, padre de Jean-Joseph Sanfourche, era su mecánico.

## Récords
- 1928, Récord femenino de distancia de vuelo. (1058 km)
- 1929, Récord internacional femenino de duración de vuelo.(26 h 44 min)
- En 1930, bate el récord internacional femenino de tiempo de vuelo por 37 horas y 55 minutos.
- En 1931, rompe el récord de distancia internacional femenino con  2976 kilómetros.
- En 1936, se convierte en la primera mujer en cruzar el Atlántico Sur en 12 horas y 5 minutos.

## Honores Póstumos

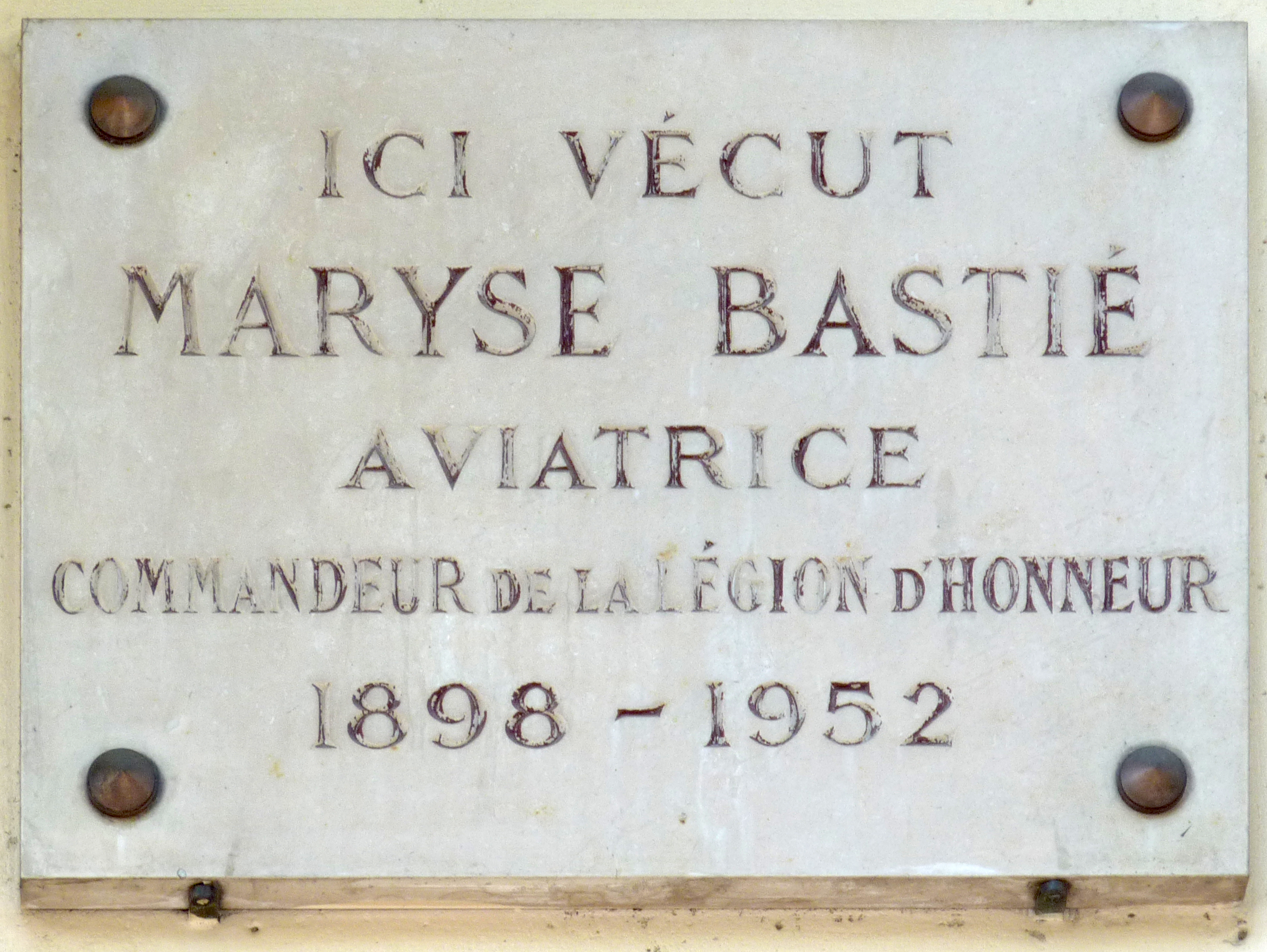
Placa en memoria de Maryse Bastie (1898-1952), aviador francés, fijada a la casa 23 rue Froidevaux, París 14.

El "Lycée Professionnel régional Maryse Bastié" en Hayange-Marspich, el "Lycée Maryse Bastié" en Limoges, y el "Colegio Maryse Bastié" en Reims se nombran en su memoria. Así como la prestadora de servicios de inmobiliaria y fabricante de aviones Bombardier Inc. y varias calles en su honor como en Saint-Laurent, Quebec al igual que las ciudades francesas de Anglet, Bron, Haguenau y Lyon.
También existe un monumento a la aviadora, en el oeste de París, en un pequeño parque de la avenida du Garigliano M. Valin no lejos del Sena.
En 1955, el Gobierno de Francia honró Maryse Bastié con su imagen en el correo aéreo como sello.